# Damon and Pythias
Damon and Pythias er en amerikansk stumfilm fra 1914 af Otis Turner.

## Medvirkende
- William Worthington som Damon.
- Herbert Rawlinson som Pythias.
- Cleo Madison som Hermione.
- Ann Little som Calanthe.
- Frank Lloyd som Dionysius.